# Elisabeth Simmern van Pallandt
Elisabeth Simmern van Pallandt (znana częściej jako księżniczka czeska Elżbieta lub Elżbieta z Palatynatu; ur. 26 grudnia 1618, zm. 8 lutego 1680 w Herford) – córka Fryderyka V Wittelsbacha i Elżbiety Stuart, filozofka wczesnonowożytna, znana ze swojej obszernej korespondencji z Kartezjuszem.

## Życiorys
Elżbieta urodziła się 26 grudnia 1618 jako trzecie z trzynaściorga dzieci palatyna reńskiego Fryderyka V i Elżbiety Stuart. W 1619 Fryderyk V został koronowany na króla Czech (jako Fryderyk I Wittelsbach). Chociaż tron utracił już rok później, po bitwie pod Białą Górą (8 listopada 1620), to Elżbieta będzie odtąd nazywana „księżniczką czeską”.
Elżbieta mieszkała początkowo wraz z rodzeństwem i babką Luizą Julianną Orańską w Krośnie Odrzańskim (Crossen an der Oder), później dołączyła do rodziców, przebywających na wygnaniu w Hadze, na dworze Maurycego Orańskiego. Tam odebrała dogłębną edukację, obejmującą języki klasyczne i nowożytne (greka, łacina, francuski, niemiecki, angielski) oraz szereg nauk (logikę, matematykę, filozofię, politykę i nauki przyrodnicze). Jednym z jej nauczycieli mógł być wtedy Constantijn Huygens. Zdolności intelektualne Elżbiety zostały dostrzeżone, a wśród rodzeństwa otrzymała przydomek la Grecque (franc. "Greczynka").
Elżbieta rozwinęła na szeroką skalę korespondencję z wybitnymi umysłami epoki, wchodząc w obręb rzeczypospolitej uczonych. Najbardziej znane są jej listy do Kartezjusza z lat 1643-1649, z którym też się kilkakrotnie spotykała w Hadze. Uczestniczyła również w rokowaniach politycznych: o uwolnienie brata Ruperta uwięzionego w trakcie angielskiej wojny domowej, negocjacjach zamążpójścia swojej siostry Henrietty, rokowaniach związanych z pokojem westfalskim i uporządkowaniem kwestii finansowych swojej rodziny po jego zawarciu. W latach 1635–1636 starania o jej rękę podjęli wysłannicy Władysława IV Wazy. Zakończyły się one fiaskiem z powodu różnicy wyznania i braku zgody Elżbiety na przejście na katolicyzm.
20 czerwca 1646 r. na haskim rynku zabito szlachcica normandzkiego Jacques’a d'Épinay. Elżbieta, publicznie obnosząca się do niego z niechęcią i uważająca go za osobę niegodną przebywania na dworze jej matki, była podejrzewana o zainspirowanie tego zabójstwa. Aby ukrócić skandal, matka wysłała Elżbietę do Berlina, na dwór siostry jej ojca – Elżbiety Charlotty Wittelsbach. Stamtąd Elżbieta powróciła do Crossen nad Odrą.
W 1649 brat Elżbiety, Karol Ludwik Wittelsbach, odzyskał godność elektora rzeszy wraz z częścią Palatynatu. Elżbieta zamieszkała wraz z nim w Heidelbergu. W 1657 Karol Ludwik rozwiódł się ze swoją żoną Charlottą Hessen-Kassel, która powróciła do swojego rodzinnego Kassel. Elżbieta opowiedziała się po stronie bratowej i przeprowadziła się tam razem z nią.
W 1660 Elżbieta wstąpiła do luterańskiego klasztoru w Herford (mimo że dotychczas była kalwinistką). W 1667 została jego opatką. Była dobrą administratorką, a z klasztoru uczyniła znany ośrodek myśli kartezjańskiej. Odwiedził ją tam m.in. Gottfried Wilhelm Leibniz. Elżbieta była też otwarta na inne odłamy protestantyzmu, takie jak labadyści czy kwakrzy.
Zmarła w klasztorze, 8 lutego 1680. W Herford jest upamiętniona ulicą i szkołą jej imienia oraz rzeźbą autorstwa Wolfganga Knorra (2004).

## Korespondencja
Korespondencja między Elżbietą i Kartezjuszem rozpoczęła się z jej inicjatywy w 1643 i trwała aż do śmierci Kartezjusza (ostatni list jest datowany na 1649). Wymiana listów następowała z różnym natężeniem. W listach Kartezjusz zachowuje wobec księżniczki postawę pełną szacunku, przyjmując jednak rolę jej nauczyciela czy przewodnika po filozofii. Sugeruje jej problemy do rozważenia, tłumaczy elementy swej filozofii czy odpowiada na pytania.
Pierwsze wydanie listów Kartezjusza, w pośmiertnej edycji Claude’a Clerseliera zawierało jedynie listy Kartezjusza, jako że sama księżniczka nie wyraziła zgody na publikację. Takie edycje zawierające jedną stronę tej korespondencji wydawane są do dzisiaj . Pełną zachowaną korespondencję wydano w 1879 pod redakcją Fouchera de Careila, który odnalazł kopie listów pochodzące z początku XVIII w.
Elżbieta korespondowała również z innymi uczonymi. W 1640 Edward Reynolds zadedykował Elżbiecie swoją pracę Treatise on the passions and the faculties of the soule of man - pisaną z pozycji scholastyczno-arystotelejskich monografię poświęconą uczuciom jako specyficznym funkcjom umysłu. Nie zachowały się inne informacje na ten temat. Elżbieta musiała rozpatrywać tę problematykę z Reynoldsem bezpośrednio lub korespondencyjnie. Dedykacja ta dowodzi jej zainteresowania problematyką uczuć jeszcze w okresie poprzedzającym korespondencję z Kartezjuszem.
Zachowała się również korespondencja Elżbiety ze szkockimi kwakrami, m.in. Robertem Barclayem i Williamem Pennem (ten ostatni odwiedził ją w Herford), którzy starali się ją nawrócić na swoją wiarę. Elżbieta nie była jednak zainteresowana dysputami teologicznymi.

## Filozofia

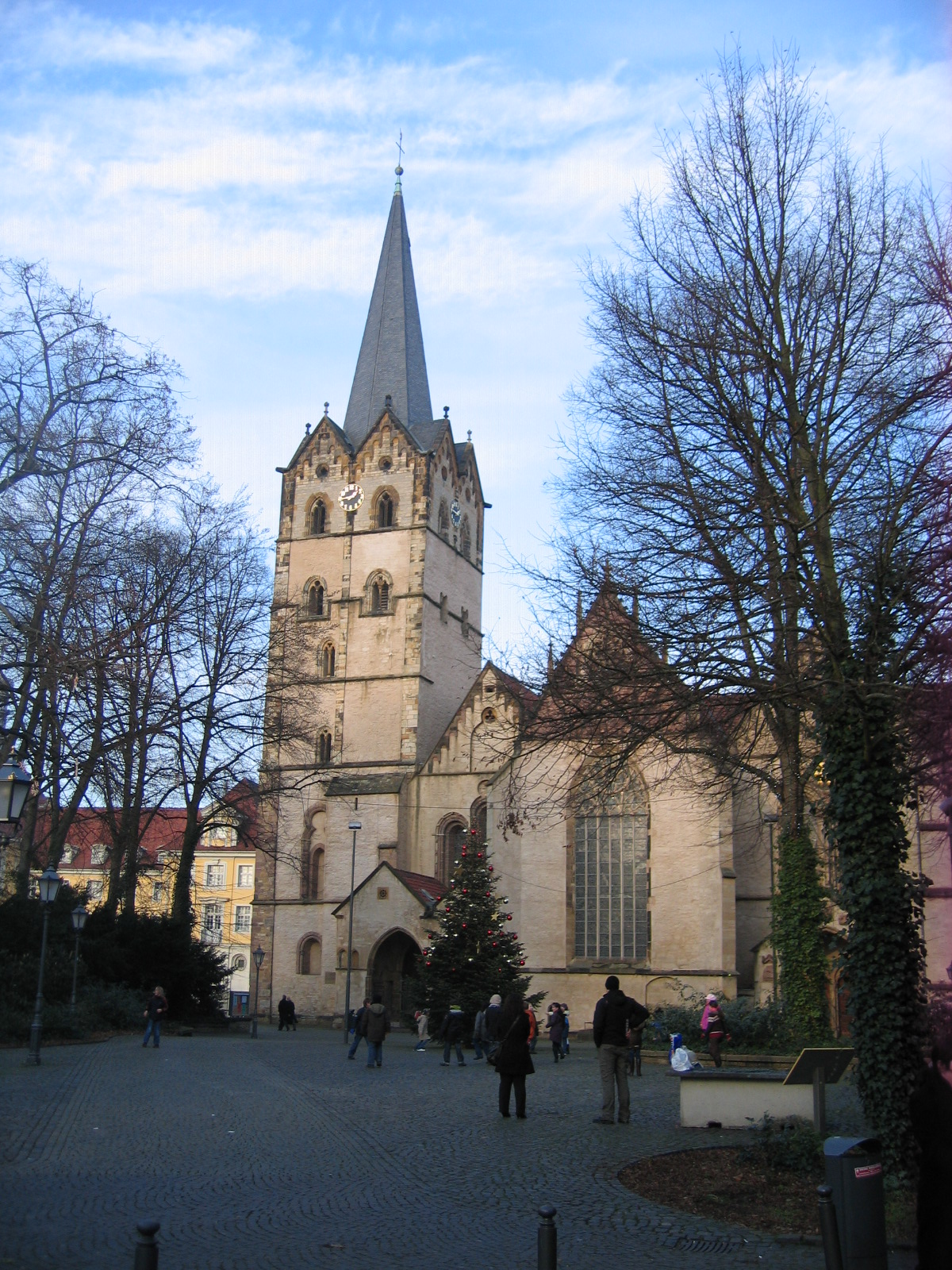
Klasztor w Herford (stan współczesny)

Nie jest znany żaden utwór filozoficzny autorstwa Elżbiety. Wiedza o jej poglądach filozoficznych opiera się prawie wyłącznie na jej listach do Kartezjusza (1643-1649). Listy te są ważnym źródłem do rekonstrukcji myśli francuskiego filozofa, w szczególności w zakresie etyki.
W swoich listach obie strony poświęcają wiele uwagi rozważaniom na temat relacji między ciałem a umysłem (problem dualizmu psychofizycznego), a w szczególności kwestii przyczynowości (w jaki sposób niematerialny umysł może oddziaływać na materialne ciało). Kartezjusz stara się wyjaśnić Elżbiecie swoje stanowisko, odwołując się do scholastycznego pojęcia ciężaru. Odpowiedzi Elżbiety wskazują jej dużą wiedzę na temat dyskusji wokół pojęcia przyczynowości. Zajmuje ona stanowisko mechanicystyczne, wytykając Kartezjuszowi pewną w tym niekonsekwencję (scholastyczna koncepcja ciężaru opiera się na Arystotelejskiej idei przyczynowości). Elżbieta nakłania Kartezjusza do pogłębienia tej problematyki w jego pracach. Wskazuje również na problem cielesnych warunków procesów myślowych, tzn. jak kondycja ciała wpływa na jakość czy możliwość myślenia. Elżbieta zachowuje pewną autonomię procesów myślowych (nie są one determinowane przez rzeczywistość materialną), w znacznie jednak mniejszym stopniu niż Kartezjusz.
Jak wynika z korespondencji, Elżbieta była też bardzo biegła w matematyce i filozofii przyrody. M.in. zajęła się problemem Apoloniusza, do którego zaproponowała nieco odmienne od Kartezjusza rozwiązanie, które jednak nie zachowało się do naszych czasów. Jej kompetencje matematyczne były szeroko znane, np. John Pell prosił ją o objaśnianie trudnych fragmentów Kartezjańskiej Geometrii.
W zakresie filozofii przyrody Elżbieta prowadziła własne obserwacje na temat chorób, krytykowała niektóre tezy Kartezjusza (na temat magnetyzmu i ciężaru rtęci), ale też broniła go przed krytykami (np. Kennelmem Digbym). Kartezjusz zadedykował jej swoje Zasady filozofii (1644).
Elżbietę interesowała również problematyka etyczna (w tym problem uczuć) i kwestie z zakresu filozofii polityki. Korespondencja w dużej mierze poświęcona była krytycznej lekturze O życiu szczęśliwym Seneki i Księcia Machiavellego. Elżbieta krytykuje koncepcję cnót przedstawioną przez Kartezjusza jako zbyt mało rygorystyczną. Jak wskazuje, dla cnoty nie wystarczają dobre intencje, lecz muszą znajdować one realizacje w czynach. Z jej inicjatywy Kartezjusz podejmuje też tematykę uczuć, którą potem rozwinie w dziele Namiętności duszy (1649). Zainteresowanie filozofią polityki było w dużej mierze podyktowane potrzebami praktycznymi (chęcią przywrócenia jej rodzinie odpowiedniego statusu). Elżbietę interesowała tematyka zdobywania władzy, rządzenia i stabilności ustroju.